# Хансо фондација
Хансо фондација је измишљена фондација која се помиње у серији Изгубљени. Покренуо ју је Алвар Хансо. 
Хансо фондација, путем финансирања Дарма иницијативе, учествовала је у прављењу истраживачких станица које се појављују у серији.
Хансо фондација се у серији Изгубљени први пут помиње у другој сезони, у епизоди Оријентација (еп. 2.3). Пошто говори о оснивачима Дарма иницијативе, Карен и Гералду де Гроту, филм помиње "данског индустријалца и магната за муницију Алвара Хансоа, чији је финансирање остварило сан прављења станице за вишенаменска истраживања из области друштвених наука. 